# Pigüé
Pigüé est une ville de la province de Buenos Aires, en Argentine. Elle est située dans la Pampa, à 584 km au sud-ouest de Buenos Aires. Elle comptait 13 822 habitants en 2001.
La ville a été fondée au XIXe siècle par des familles rouergates du département français de l'Aveyron (Avairon en occitan).
Le français y est encore parlé par quelques personnes âgées, ou lors des échanges avec la France. Dans les années 1990, un programme visant à promouvoir le français a été lancé mais les répercussions ne sont pas réellement visibles aujourd'hui. 
L'occitan lui, ne compte plus que quelques personnes se souvenant de mots, d'expressions et de chansons. Il y est appelé « patois », en français.

## Géographie
Pigüé, qui signifie lieu de rassemblement en langue mapuche, se situe à l'intersection de deux chaînes de montagne, le Cura Malal à l'ouest et le Bravard à l'est.

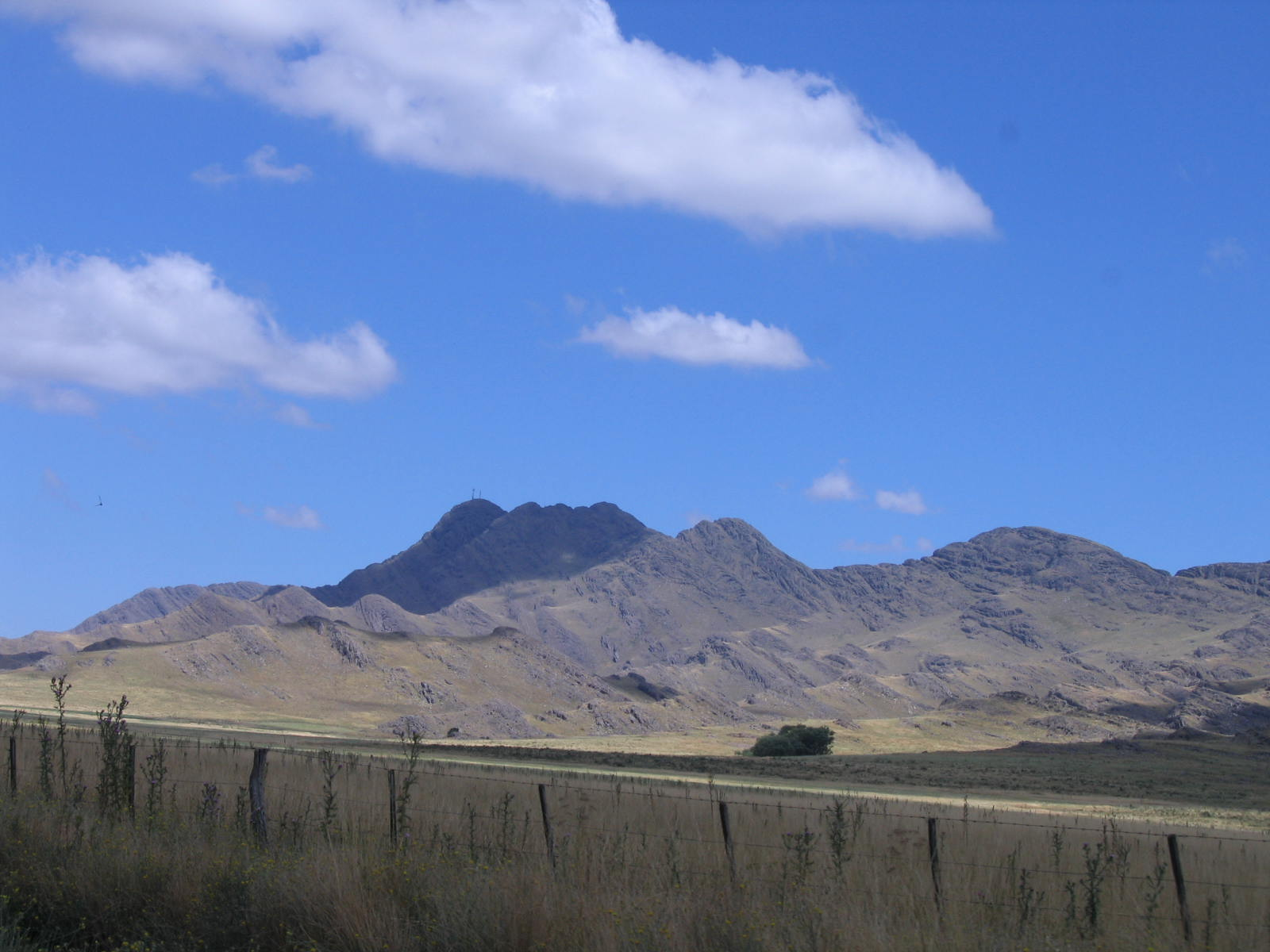
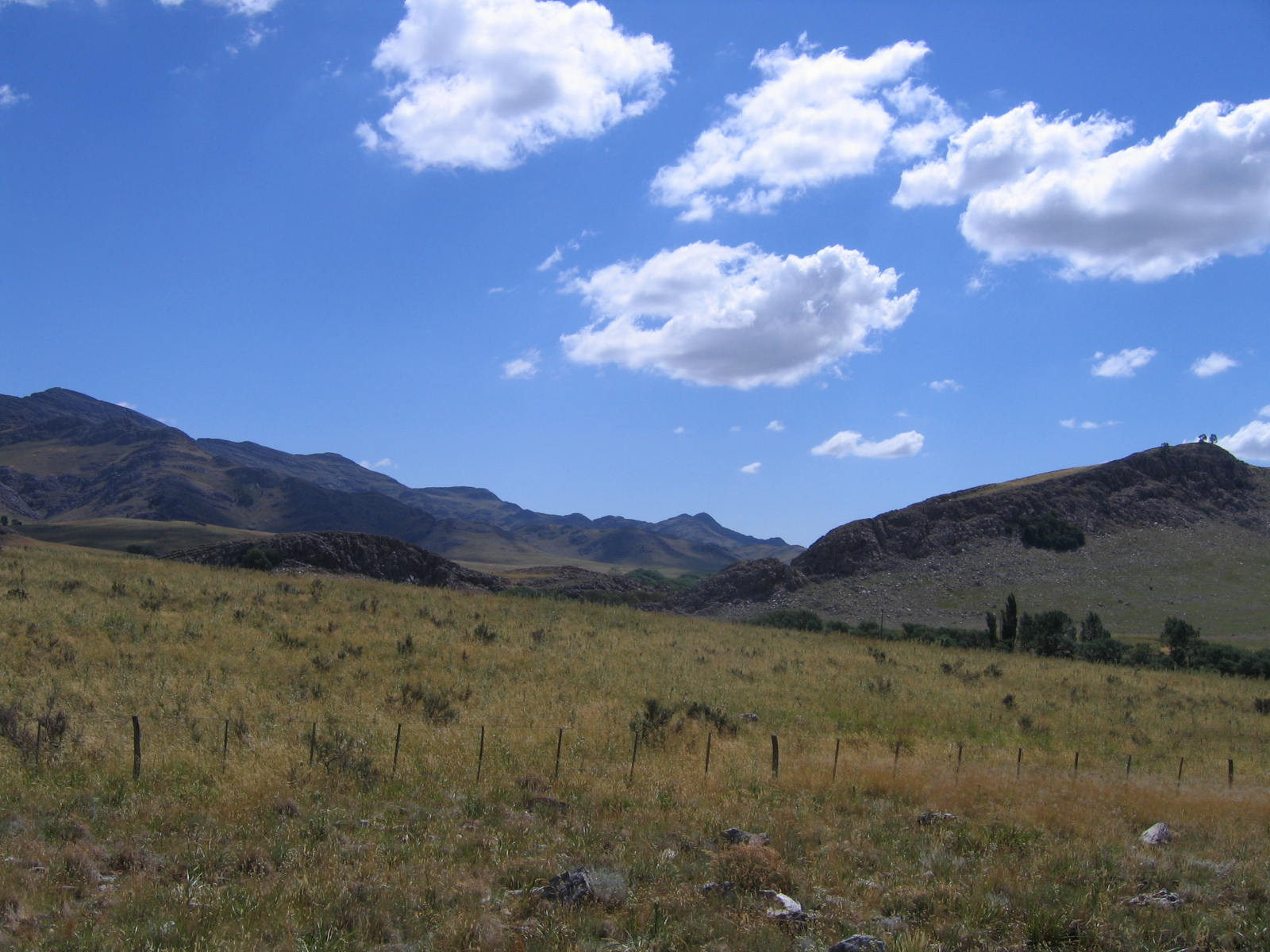
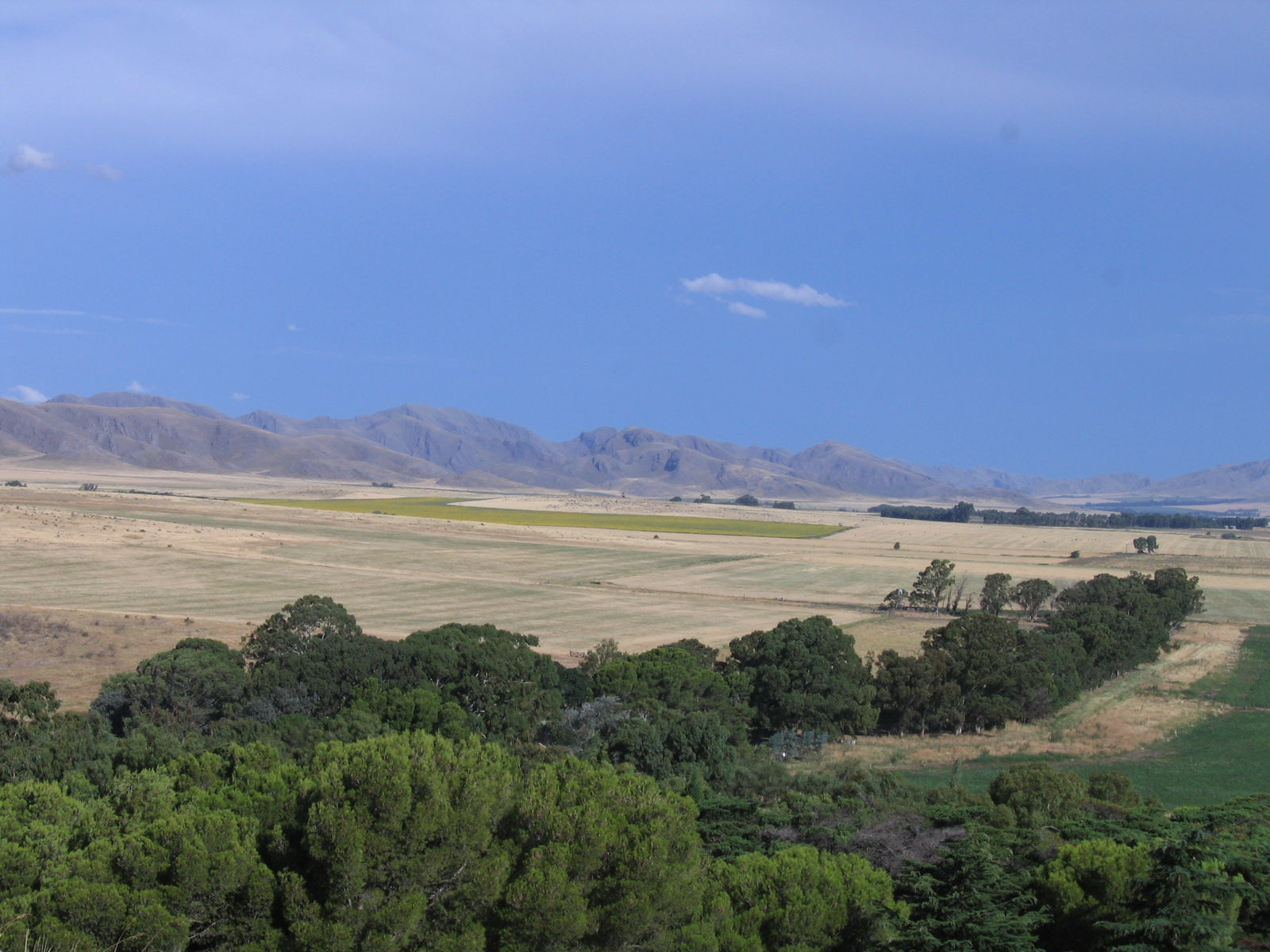
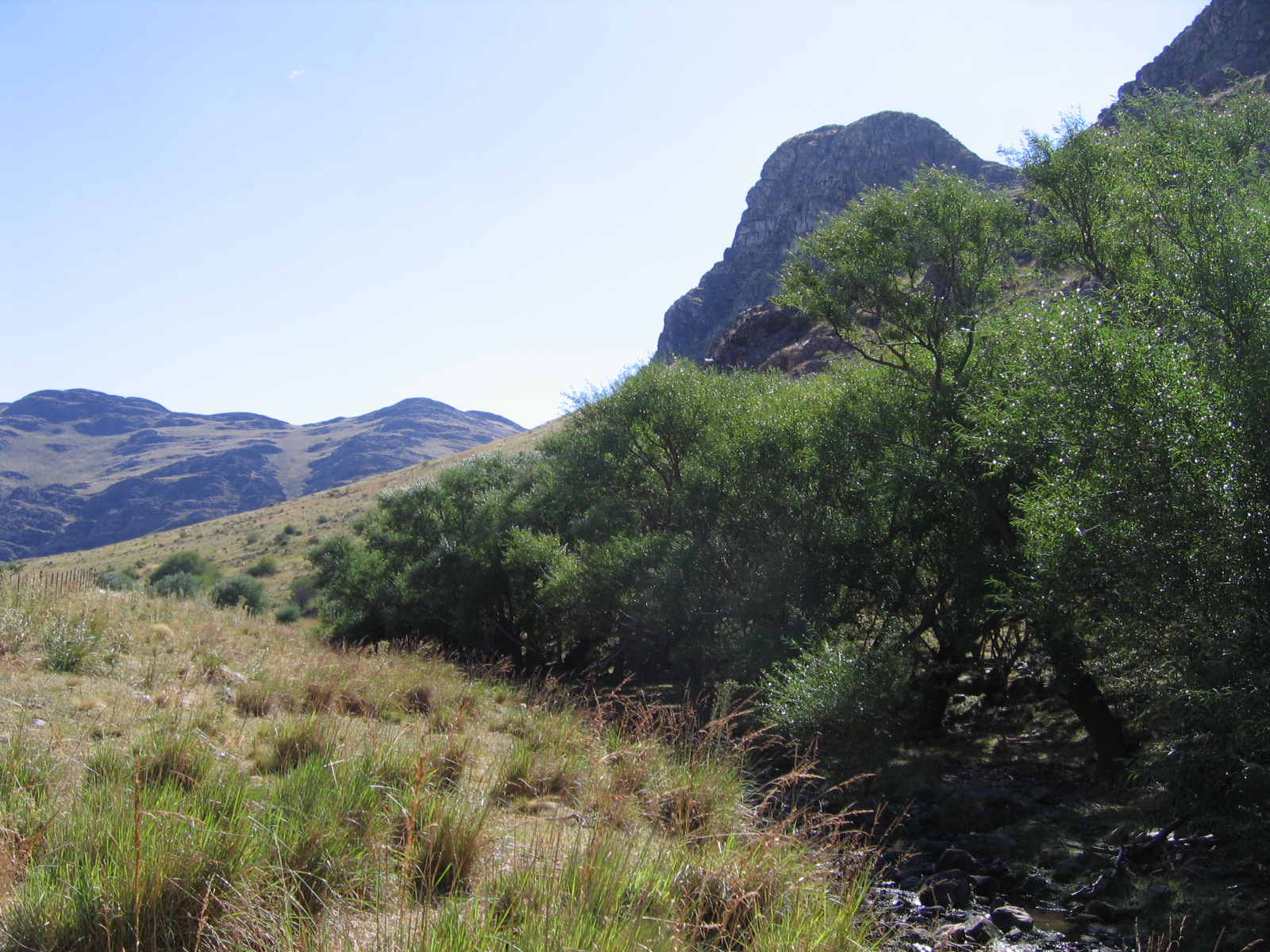

## Histoire
En 1858, la bataille de Pi-Hué voit la victoire finale des troupes du colonel Nicolás Granada sur les tribus indigènes, dirigées par le légendaire chef Juan Callvucura, qui vivaient sur le sol de ce qui deviendra Pigüé quelque trente ans plus tard.
En 1876, la bataille du Cura Malal entre le colonel Salvador Maldonado et le chef Juan José Catriel scelle le destin de la résistance indigène dans la région. Le triomphe de Maldonado entraîne la construction de nombreux forts militaires.
En 1878, une décision du gouvernement national ordonne au lieutenant-colonel Plaza Montero de céder 3 000 kilomètres carrés de ses terres dans la zone de Pigüé pour l'établissement de fermes.
Clément Cabanettes, né en 1851 dans le petit village d'Ambec (commune de Lassouts), près de Saint-Côme-d'Olt, dans le département de l'Aveyron, décédé le 14 juillet 1910, rassemble en 1881 quarante familles déshéritées de la vallée de l'Olt (aujourd'hui appelée Lot), autour d'Espalion (Aurelle-Verlac, Saint-Geniez-d'Olt, Coubisou, Gabriac, Naucelle…) qu'il convainc de s'exiler en Argentine.
Le sous-lieutenant Clément Cabanettes avait été engagé pour assurer l'entraînement et l'instruction de troupes argentines. L'année suivante, il développa la première compagnie téléphonique du pays : El Pan Teléfono — connue aussi sous le nom de la Pantelefonica — mais démissionna pour incompatibilité d'humeur avec ses dirigeants. Il déménagea à Olavarría pour travailler dans une entreprise fabriquant des engins agricoles. Le gouvernement de la province de Buenos Aires lui vendit 270 kilomètres carrés pour une bouchée de pain en remerciement des services rendus. Cabanettes tomba immédiatement amoureux du lieu, qui lui rappelait son Aubrac natal, et pensa aussitôt y faire venir des Aveyronnais pour le coloniser. Avec l'aide de son ami Eduardo Casey, Cabanettes se débrouilla pour qu'une gare soit ajoutée sur son terrain à la ligne ferroviaire de la Ferro Carril Sud, et qu'un grand silo et des logements soient construits pour ses colons.
Cabanettes retourna en Aveyron, où son ami François Issaly avait déjà commencé la promotion de la colonie. Il offrit deux kilomètres carrés de terre arable pour six ans à condition que la moitié de la récolte soit reversée à la communauté. À la fin de cette période, les colons recevaient un titre de propriété, quelle que soit la quantité de céréales partagée jusque-là. Une contribution de cinq mille francs était exigée pour le bétail, les semences et les machines agricoles, contribution qui n'était pas toujours complètement payée, ce qui augmenta les dettes de Cabanettes envers Casey. Du fait du taux de chômage élevé en Aveyron en raison des licenciements massifs dans les mines de Decazeville, et à la crise du phylloxéra (1882-1890), l'idée de Cabanettes suscita un intérêt certain. Cependant la presse aveyronnaise était hostile envers Cabanettes, l'accusant d'exploiter la misère des gens dans un projet dépeint à l'époque comme dangereux à cause des animaux féroces de la région. Malgré tout, Cabanettes réussit à convaincre 163 Aveyronnais de le suivre.
Le 23 octobre 1884, les familles rouergates quittent Rodez par train et embarquent le 24 octobre sur le Belgrano, qui part de Bordeaux en direction de l'Amérique du Sud. Ils atteignent le Nouveau Monde et Buenos Aires le 30 novembre, puis Pigüé les 3 et 4 décembre. La Colonie des Aveyronnais a su devenir, malgré un départ difficile et ruineux, l'une des plus prospères de la Pampa.
Les colons rouergats, parmi lesquels se trouvent une institutrice, un forgeron, un charron, un curé et un commerçant, commencent à s'installer à Pigüé. La première récolte est assez décevante ; les techniques agricoles utilisées, les mêmes qu'en Aveyron, ne sont pas adaptées à la pampa, dont le relief, le sol et le climat sont très différents. La deuxième année est encore pire avec une sécheresse de mars à fin septembre. Par bonheur, les fortes pluies d'automne permettent aux plants de maïs et de pommes de terre de pousser suffisamment pour assurer une récolte maigre mais salutaire. Pourtant, les colons ne partent pas et gardent la foi ; d'autres encore les rejoignent. La Terre promise vaut bien tous les sacrifices, écrivent certains dans leurs lettres. Monsieur Cabanettes ne peut pas être accusé d'avoir promis plus de beurre que de pain.
À la fin de la troisième année, Cabanettes ne peut rembourser Casey, mais il obtient un sursis d'un an auprès de son ami. Mais douze mois après, Pigüé ne fait toujours pas recette et Casey décide d'abord, comme le contrat le stipule, de se réapproprier toutes les terres. Toutefois, il change d'avis et préfère donner 50 000 pesos de plus à Cabanettes, lui effaçant son ardoise par la même occasion. La colonie, qui connaît des difficultés à se développer bien que son cheptel de bovins dépasse désormais le nombre de ses ovins, est un échec. Le gouvernement de Buenos Aires la rachète finalement au prix du terrain nu sans même considérer les cultures et les bâtiments installés dessus. Cabanettes se retrouve sans le sou ni gloire. Casey et lui meurent même plus pauvres que certaines familles de colons, mais après leur avoir rendu l'espoir. Leur générosité et leur persévérance aveugle a tout de même assuré encore aujourd'hui la survivance d'un petit bout d'Aveyron en Argentine.
En 1898, un groupe de fermiers de Pigüé, mécontents des faibles compensations financières accordées par les compagnies d'assurance de la capitale, décide de s'unir et de devenir leurs propres assureurs, en particulier contre la grêle. C'est ainsi que naît la première coopérative d'Argentine, et même d'Amérique latine.
C'est à Pigüé que la première conscription de la République d'Argentine a eu lieu.

Monuments aux deux fondateurs de Pigüé (sculptures de Numa Ayrinhac)
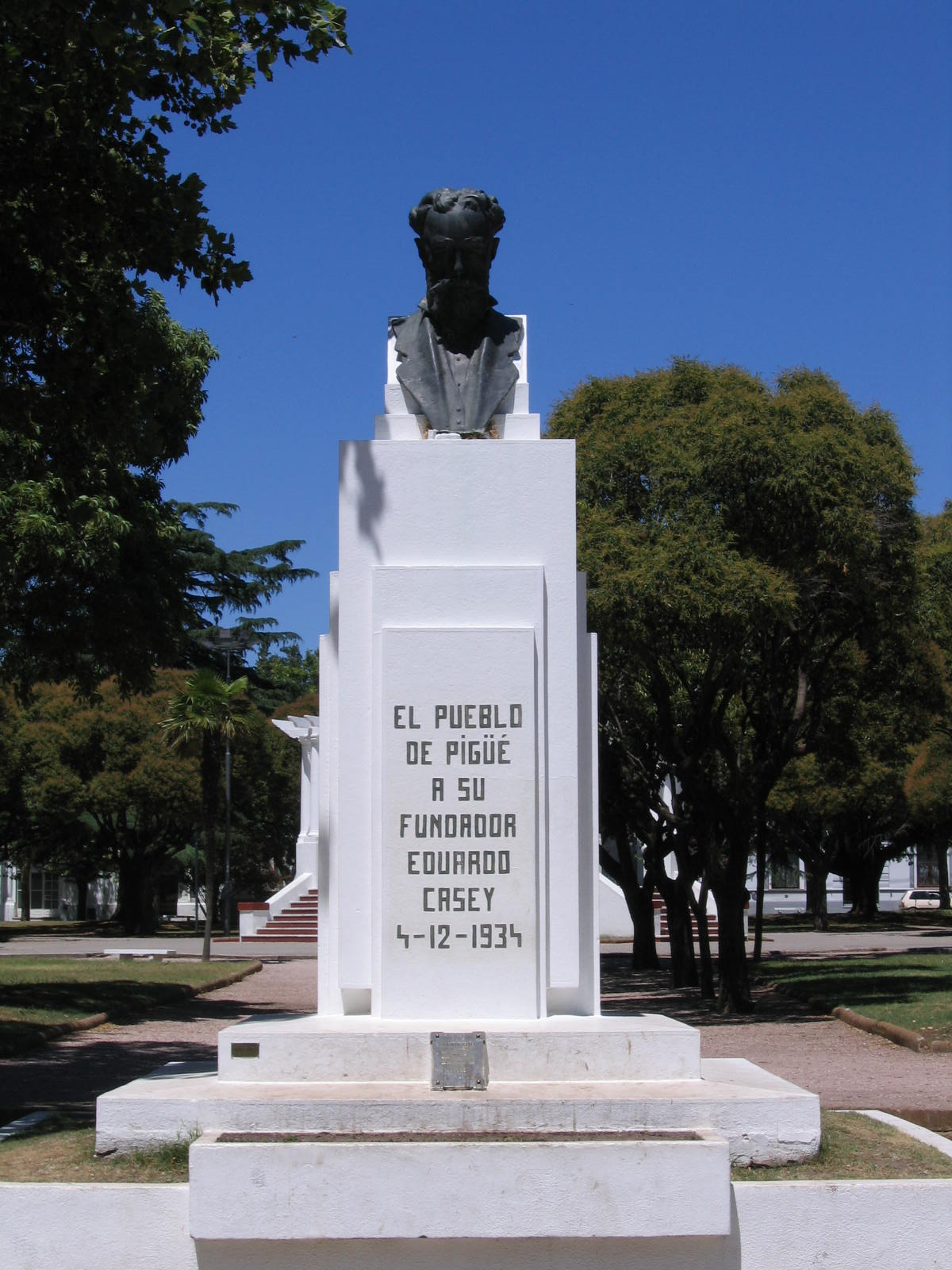
Monument à Eduardo Casey.
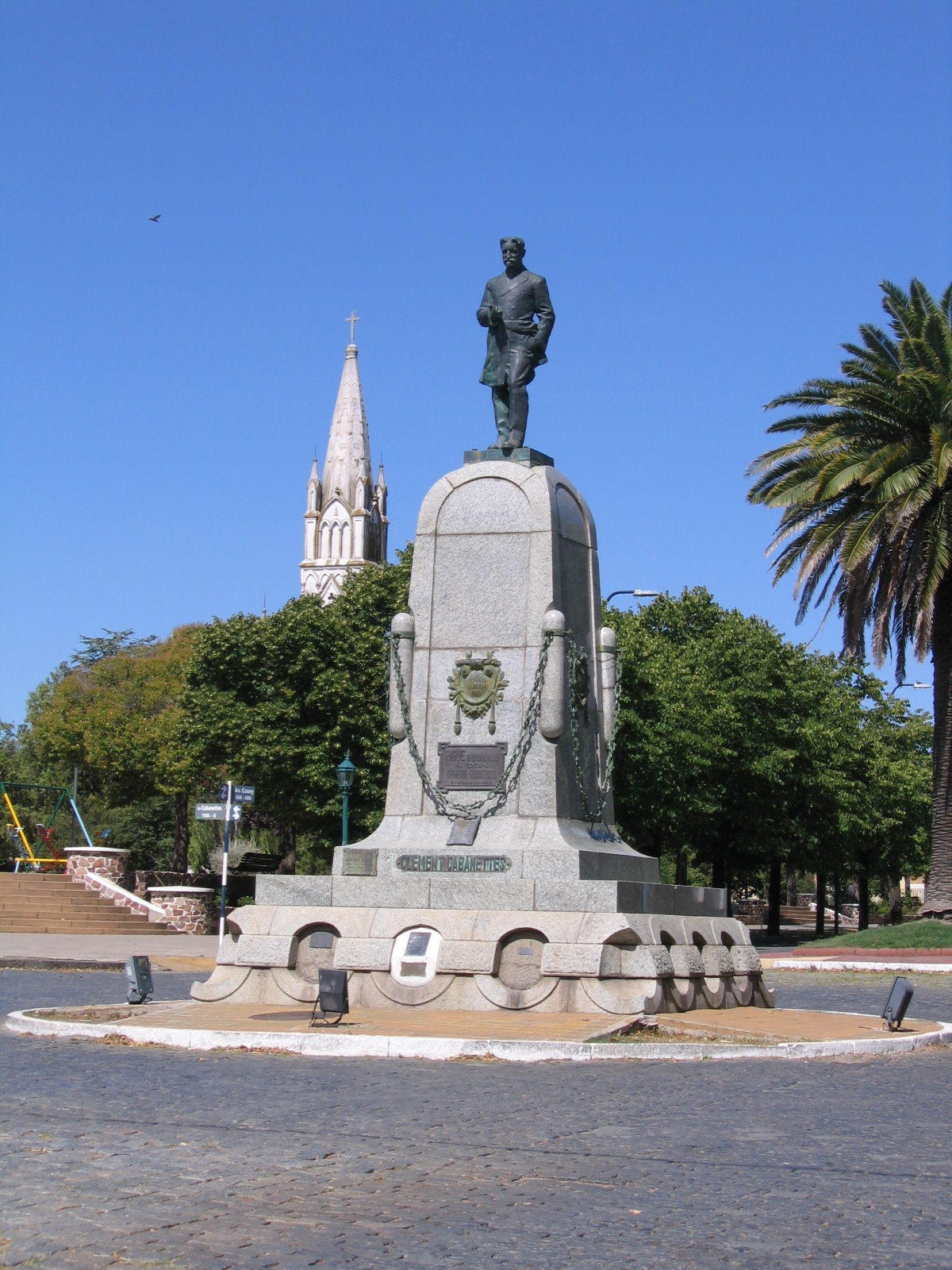
Monument à Clément Cabanettes, devant l'église.

## Personnalités liées à la commune

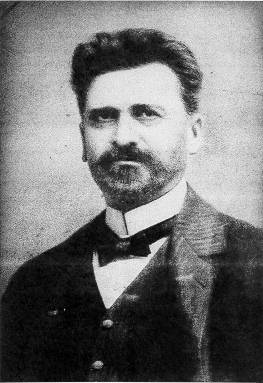
Clément Cabanettes

- Clément Cabanettes (1851-1910), son fondateur.

- Eduardo Casey (1847-1906), homme d'affaires argentin d'origine irlandaise.
- Numa Ayrinhac (1851-1951), artiste célèbre pour ses portraits d'Eva Perón et de Juan Domingo Perón. Il nait à Espalion et émigre à Pigüé avec sa famille à l'âge de trois ans. L'un de ses portraits dépeint le couple ensemble, ce qui représente une première en Argentine.
- Amado Boudou (1962-), ancien vice-président (2011-2015) de la République d’Argentine dont les ancêtres sont originaires de Durenque (Aveyron) et de Pigüé[1].
- Lysandro Z. Galtier (1904-1985), écrivain et traducteur. Il reçoit le 3ème Prix national de poésie en 1971. Traduit en espagnol différents auteurs français : Appolinaire, Michaux, Fournier, Cocteau ainsi que Le Grand Meaulnes d'Alain Fournier.
- Herminia Brumana (1897-1954), institutrice, écrivaine, journaliste, dramaturge et militante féministe argentine y est née.

## Jumelage
Rodez (France)
Nombre d'habitants actuels de Pigüé continuent de parler ou de comprendre l'occitan, et les rues de la ville portent souvent le nom de localités du pays rouergat, telle la calle de Rodez. Chaque année, le 4 décembre, l'on y célèbre la fondation de la colonie par la diaspora aveyronnaise. Quelque 30 à 40 % de la population d'aujourd'hui a des racines languedociennes, soit plus de 5 000 âmes. Une association basée à Saint-Côme-d'Olt (Sant Cosme d’Òlt en occitan), appelée Rouergue-Pigüé permet de conserver des liens. Les professeurs d'histoire de l'Aveyron enseignent l'émigration vers la pampa.